# Tenczynek (gmina)

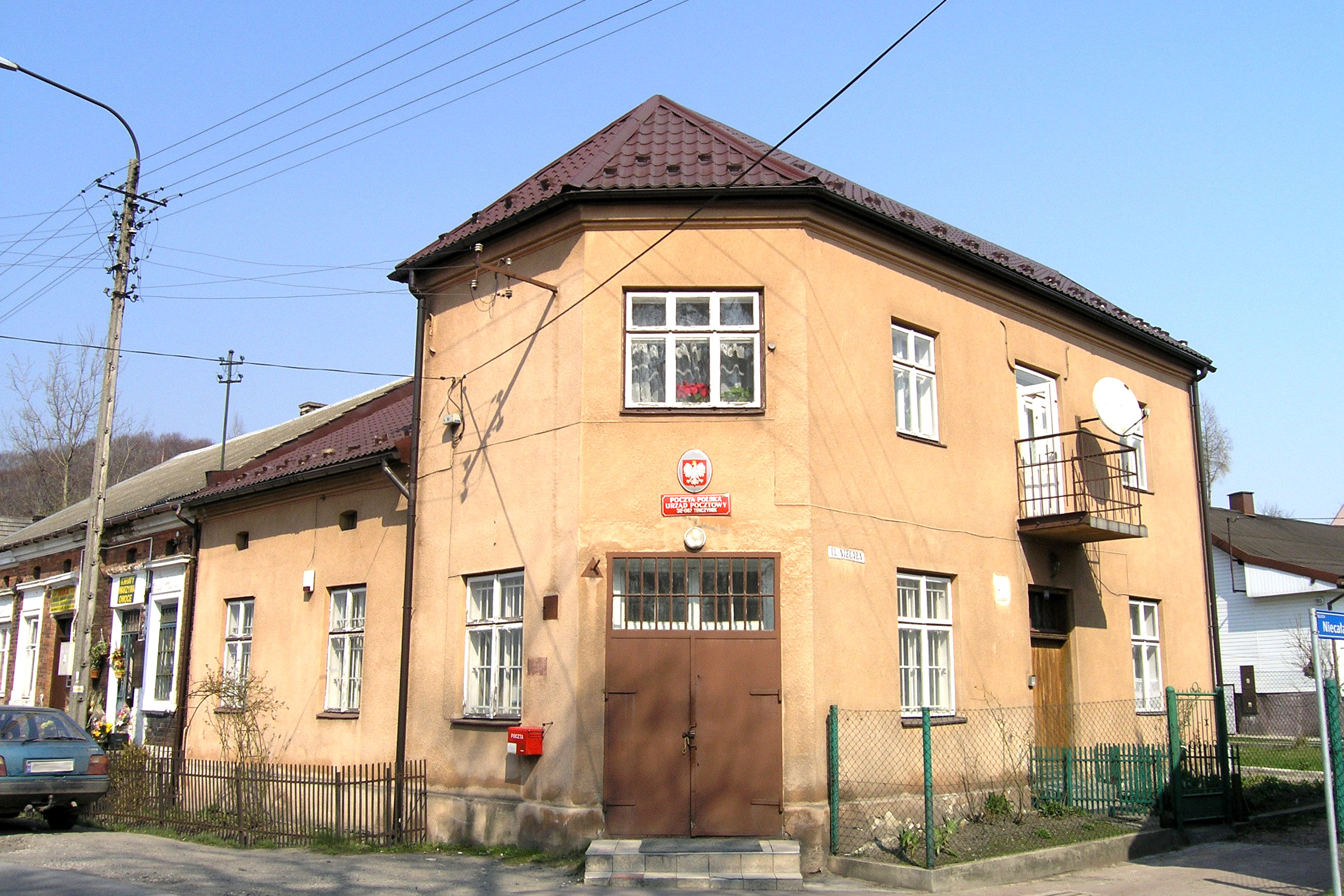
Były budynek poczty w Tenczynku

Tenczynek – dawna gmina wiejska istniejąca w latach 1934–1954 i 1973–1976 w woj. krakowskim (dzisiejsze woj. małopolskie). Siedzibą władz gminy był Tenczynek.
Gmina zbiorowa Tenczynek została utworzona 1 sierpnia 1934 w powiecie chrzanowskim w woj. krakowskim z dotychczasowych jednostkowych gmin wiejskich: Frywałd, Rudno, Sanka, Tenczynek, Wola Filipowska i Zalas.
Podczas okupacji hitlerowskiej znalazła się na krańcach GG, przy samej granicy. W 1940 została zniesiona, wchodząc w skład gminy Kressendorf (powiat krakowski). Po wojnie przywrócona.
Według stanu z dnia 1 lipca 1952 roku gmina składała się z 6 gromad: Frywałd, Rudno, Sanka, Tenczynek, Wola Filipowska i Zalas. Jednostka została zniesiona 29 września 1954 roku wraz z reformą wprowadzającą gromady w miejsce gmin.
Gmina została reaktywowana w dniu 1 stycznia 1973 roku w tymże powiecie i województwie. 1 czerwca 1975 roku gmina znalazła się w nowo utworzonym woj. miejskim krakowskim. 15 stycznia 1976 roku gmina została zniesiona przez połączenie z (również znoszoną) gminą Nowa Góra i dotychczasową gminą Krzeszowice w nową gminę Krzeszowice.